# Das Ende von Sankt Petersburg
Das Ende von Sankt Petersburg ist ein sowjetischer Stummfilm aus dem Jahre 1927 von Wsewolod Pudowkin.

## Handlung
Russland, am Vorabend des Ersten Weltkriegs. Die ersten Einstellungen spielen auf dem Land. Dort arbeitet 1914 ein einfacher, unverbildeter und politischer gänzlich unbeleckter, junger Bauernbursche auf dem Feld. Man hungert, die Arbeit ist schwer und wenig ertragreich. Als die Mutter ein Kind zur Welt bringt und gleich darauf entkräftet stirbt, macht sich der junge Landarbeiter eines Tages nach St. Petersburg auf, in der Hoffnung, dort Arbeit zu finden. Ein einfacher Arbeiter, der wie er aus ein und demselben Dorf stammt, soll ihm dabei helfen. Den Fabrikarbeitern im ausgehenden Zarenreich geht es sehr schlecht. Die Arbeitsnormen steigen und steigen, die Börsennotierungen ebenso. Während sich an der Börse die Anteilseigner die Hände reiben werden die Arbeiter immer stärker geknechtet. Streik liegt in der Luft. Der Bauernbursche ist gerade auf Arbeitssuche, da schließt er sich vorbeiziehenden Streikbrechern an. Da er die Anführer des Streiks unmittelbar zuvor gesehen hat, wird er aus Unwissenheit und Unerfahrenheit zum Denunzianten: Der Bauer glaubt an die Notwendigkeit von Gehorsam gegenüber Staat und Polizei und verrät dem Fabrikvorsteher, seinem direkten Vorgesetzten, die Aufrührer.
Es kommt zu Verhaftungen, die auch denjenigen Arbeiter treffen, der ihm, den Bauern, einst diese Arbeitsstelle besorgt hatte. Der junge Bauer will etwas für seinen Arbeitskumpel tun und bittet den Fabrikvorsteher darum, sich für diesen Mann zu verwenden. Doch dieser gibt ihm lediglich eine Münze, seinen Judaslohn, und das Versprechen, ihm Morgen Arbeit zu geben. Als die Frau des Verhafteten, die dem Bauernjungen Unterschlupf gewährt hatte, von dem Verrat erfährt, geht sie zornig auf ihn zu und schüttelt und rüttelt ihn vor Bitterkeit und Enttäuschung. Die verachtenden Blicke der anderen Frauen im Innenhof der Mietskaserne spürend, verlässt der Verräter und Spitzel den Gebäudekomplex und geht zum Fabrikvorsteher, um diesen noch einmal aufzufordern, sich für seinen verhafteten Kumpel einzusetzen. Doch der stößt ihn nur kurz weg, woraufhin der Bauernbursche handgreiflich wird. Er schüttelt seinen Arbeitgeber solange, bis dieser schließlich zu Boden stürzt. Im Büro herrscht helle Aufregung, es gehen Einrichtungsgegenstände zu Bruch und der aufgebrachte Bauer-Arbeiter greift jetzt sogar den gleichfalls anwesenden Fabrikbesitzer an. Die Büroangestellten schaffen es nicht, den wütenden Mann zu bändigen. Erst die herbeigerufene Polizei kann ihn schließlich festsetzen und führt ihn ab. Auf der Polizeistation wird der Bauernbursche für seinen Widerstand mit Faustschlägen traktiert und anschließend in eine Zelle geworfen.
Als der Krieg ausbricht jubelt die Bevölkerung. Die patriotische Begeisterung ist riesig. Man holt den Bauernburschen aus dem Gefängnis heraus und steckt ihn in einen Waffenrock. Während die einfachen Soldaten in den Schützengräben absaufen und im MG- und Granatfeuer verrecken, geraten die Kriegsgewinnler daheim angesichts rasant steigender Börsenkurse in Ekstase. Ein symbolhaftes Holzkreuz zeigt das Jahr 1917 an. Das Volk hungert mehr denn je. Daheim kommt es zu Straßenschlachten. Der Zar ist abgesetzt, Alexander Kerenski neuer Regierungschef. Dieser geriert sich als eitler Selbstdarsteller. Für die Masse der Russen scheint sich nicht wirklich etwas zu ändern. Die Bourgeoisie gibt sich weiterhin den Freuden von Luxus und Völlerei hin, während das gemeine Volk im Soldatenrock elendig an der Front verreckt oder in den Straßen betteln muss. Der inzwischen aus der Haft entlassene Arbeiter und vom Bauernburschen einst verratene Kumpel wird als Aufrührer und Anführer eines erneuten Streiks wieder von der Polizei gesucht. Man wartet auf ihn bei seiner Frau daheim. Als diese seine Stiefel durch das Souterrainfenster sieht, wirft sie mit der Teetasse durchs Fenster und warnt ihn dadurch vor den Polizisten. Ihr Mann kann den nacheilenden Polizeischergen entkommen.
Die schrecklichen Erlebnisse im Schützengraben und die Erkenntnis, für ein morsches, moralisch verdorbenes und verkommenes System sein Leben hergehalten zu haben, lassen allmählich aus dem unpolitischen Gimpel im Schützengraben nach Begegnungen mit Bolschewiken einer von ihnen werden. Als das Regiment vor dem Befehlshaber angetreten ist, tritt der einstige Anstifter jenes Streiks wieder, den der Jungbauer damals aus Dummheit der Polizei verraten hatte. Der Verräter von einst tritt jetzt an seine Seite, und beide rufen zur Rebellion auf. Das Regiment vertreibt mit Gewehrsalven ihre Befehlshaber, die im wilden Ritt in die endlosen Weiten davon galoppieren. Währenddessen beginnt in St. Petersburg, wo die Not schrecklich und die Stimmung aufgeladen ist, in den Morgenstunden der Sturm auf die Festung. Unter Maschinengewehrsalven und Kanonenfeuer der Aurora beginnt der Aufstand gegen das ancien régime. Auch der nun überzeugte Kommunist nimmt an der Erstürmung des Winterpalastes teil. Schließlich ist der Sieg sicher, die Kämpfer liegen ermattet oder verwundet an und im eroberten Prachtbau. Die Frau seines Arbeiterfreundes nimmt den verwundeten Bauern tröstend in den Arm und gibt ihm einige paar daheim gekochte Kartoffeln als Revolutionsnahrung. Auch die anderen an der Erstürmung teilnehmenden Männer werden von ihr mit Kartoffeln versorgt.

## Produktionsnotizen
Das Ende von Sankt Petersburg wurde am 14. Dezember 1927 in der Sowjetunion uraufgeführt. Noch im selben Monat konnte man den Film auch erstmals in Deutschland sehen (Illustrierter Film-Kurier Nr. 777).
Wsewolod Pudowkin drehte seinen Film nahezu zeitgleich mit Sergej Eisensteins Opus Zehn Tage, die die Welt erschütterten (Oktjabr). Von beider Dreharbeiten wusste Pudowkin später zu berichten: „Ich bombardierte das Winterpalais von der ‘Aurora‘ aus, während Eisenstein es von der Festung St. Peter und Paul aus bestürmte. Eines Nachts sprengte ich einen Teil von der Dachbalustrade fort und fürchtete, Schwierigkeiten zu bekommen, doch zertrümmerte Sergej Michailowitsch in derselben Nacht zum Glück die Scheiben von 200 Schlafzimmerfenstern.“
Anders als Eisensteins kraftvolles Werk, das sich ganz auf die bolschewistische Revolution des Jahres 1917 konzentriert und in den letzten zwanzig Minuten en detail die Erstürmung des Winterpalastes und die Errichtung eines Sowjetrates schildert, konzentriert sich Pudowkins Film mehr auf die allmähliche Willensbildung des Individuums (hier: der Bauer), das aufgrund der sozialen Gegebenheiten und Ungerechtigkeiten eine Metamorphose vom einfachen, unpolitischen Staatsbürger zum überzeugten Revolutionär durchmacht.

## Kritiken
Obwohl Jahrzehnte später als Meisterwerk gepriesen, wurde der Film in der Hoch-Zeit des Stalinismus bisweilen scharf kritisiert. Wie Jerzy Toeplitz in seinem ersten Band von „Geschichte des Films“ berichtet, warf man Pudowkin den von ihm im Film angewandten Symbolismus vor und kritisierte auch die angebliche ‘Monumentalisierung‘ der Bourgeoisie, „die in den Aufnahmen mit dem Fabrikanten Lebedew, in denen er nach Art des Denkmals Peter III. in Pose gestellt wird, deutlich zum Ausdruck kam.“
Toeplitz schrieb weiter:

„In einer großen historischen Freske, und eine solche ist der Film Das Ende von Sankt Petersburg, konnten nicht nach Art des Stummfilms genau gezeichnete und überaus psychologisch angelegte Menschengestalten enthalten sein. Wenngleich eine gewisse Zuspitzung der Situationen fehlt und die Ereignisse sich vielleicht allzu sehr gleichen, rufen doch die hier gestalteten Menschen und ihr Schicksal Ergriffenheit beim Zuschauer hervor. Und eben darauf kam es den Schöpfern eines revolutionären Films an. Die Symbole sind im Vergleich zu Eisensteins intellektueller Montage klar und verständlich. Die feudale Fassade von Petersburg, die ihre kapitalistischen und bourgeoisen Besitzer verbirgt, mag vielleicht auch in der subjektiven Sicht des Bauernburschen auf die Residenz des Zaren begründet sein. Das Wesen Petersburgs enthüllt der Held in den darauf folgenden Szenen des Films, als die Manipulationen des Fabrikanten mit dem Kriegsmechanismus und der Börse zutage treten. Pudowkin hat in Das Ende von Sankt Petersburg seine Regiemittel wesentlich weiterentwickelt, besonders was die volle Ausnutzung der Landschaft in plastischer und dramaturgischer Hinsicht betrifft.“

Nach 1945 setzte sich auch im Westen die Erkenntnis durch, dass Das Ende von Sankt Petersburg zu den künstlerisch bedeutendsten Filmen der Sowjet-Ära zu zählen ist. Nachfolgend eine kleine Auswahl:
Reclams Filmführer schrieb: Der Film ist ein „Gegenstück zu Eisensteins Oktjabr; Gegenstück auch in sofern, als Pudowkin wiederum ein individuelles Schicksal in den Mittelpunkt seines Filmes stellte. Er schildert die Bewußtwerdung des einfachen Bauern Iwan und macht deutlich, daß diese Bewußtwerdung konsequent zur Revolution führt. Gleichzeitig bemühte sich Pudowkin jedoch auch, die persönlichen Erfahrungen des Helden in die allgemeine Situation einzufügen. Es gibt z. B. eine große Montage von der Kriegsbegeisterung im Jahr 1914, in der unversehens das eherne Standbild von Alexander III. Tränen vergießt. Es gibt eine Attacke gegen die Kriegsgewinnler, die an der Börse das Steigen der Aktienkurse feiern und zwischen deren Freudenkundgebungen Pudowkin Bilder vom Grauen des Krieges eingeschnitten hat.“
In Kay Wenigers Das große Personenlexikon des Films ist in Pudowkins Biografie Folgendes zu lesen: „In Konkurrenz zu Eisenstein stand vor allem Pudowkins nächstes Filmvorhaben. Um das zehnjährige Jubiläum der Oktoberrevolution würdig zu begehen, stellte Wsewolod Pudowkin in „Das Ende von St. Petersburg“ die Ereignisse, die zum Untergang der Romanow’schen Zarenherrschaft führten und den Beginn des bolschewistischen Zeitalters markierten, nach. Aus der Sicht eines einfachen Bauernjungen, der im Laufe der Jahre durch seine gewonnenen Erkenntnisse eine Metamorphose vom unpolitischen Tor zum bewussten Revolutionär und Kämpfer für die neue Ordnung durchlebt, verdeutlicht Pudowkins Film die zwingende Notwendigkeit der Umwälzungen des Oktobers 1917.“
Buchers Enzyklopädie des Films resümierte: „Pudowkin beabsichtigte zunächst, eine zweihundertjährige Geschichte St. Petersburgs zu drehen, mußte dieses zu groß angelegte Thema aber zugunsten eines Berichts über die Folgen der Ereignisse von 1917 für einen ungebildeten Bauernjungen aufgeben. Der Film wurde im Wettstreit mit Oktjabr gedreht und benutzte dieselben Schauplätze, so daß die Filme einen interessanten Vergleich ihrer Regisseure ermöglichen. Wegen seiner Direktheit und seiner emotionalen Wirkung war Konec Sankt-Peterburga, seinerzeit zumindest, beim Publikum und offiziell erfolgreicher als Eisensteins Werk.“
Georges Sadoul zog Parallelen zwischen Pudowkins bedeutendsten drei Stummfilmen und kam in seiner Analyse zu folgendem Schluss: „Die drei Meisterwerke behandeln ein und dasselbe Thema: die „Bewußtseinswerdung“. „Die Mutter“, der junge Bauer aus dem „Ende von St. Petersburg“ und der „Sohn des Dschingis-Khan“ aus „Sturm über Asien“ sind enttäuschte Menschen, die langsam zur Klarheit über die Aufgabe ihrer Klassen gelangen. Dem Inhalt nach sozial, sind die Filme Pudowkins der Form nach psychologische Werke.“
In Filme 1971–1976 steht: „Filmgeschichtlich bedeutsam und menschlich packend“.
Das Lexikon des Internationalen Films nannte den Film lediglich „medientechnisch wichtig“.